# Dominique Sanda

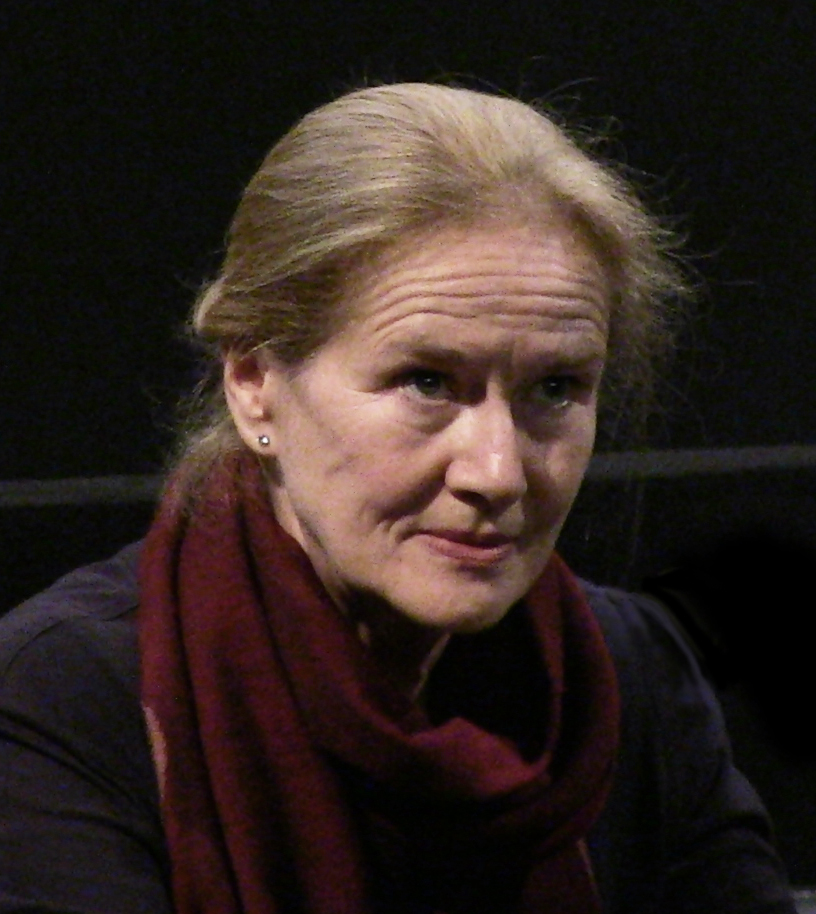
Dominique Sanda, 2013

Dominique Sanda (eigentlich Dominique Marie-Françoise Renée Varaigne; * 11. März 1951 in Paris) ist eine französische Schauspielerin. Sie feierte in den 1970er Jahren ihre größten Filmerfolge.

## Leben
Sanda heiratete im Alter von 15 Jahren und wurde zwei Jahre danach geschieden. Sie arbeitete zunächst als Fotomodell. Ihr Filmdebüt gab sie in einer Hauptrolle in Robert Bressons Dostojewski-Verfilmung Die Sanfte (1969). Darin spielte sie eine Frau, die bei dem Versuch, sich aus katholischen Konventionen zu befreien, scheitert. Internationale Bekanntheit erlangte Sanda durch die Hauptrolle der bisexuellen Anna Quadri in Bernardo Bertoluccis Der große Irrtum (1970). Im selben Jahr besetzte sie Vittorio de Sica in Der Garten der Finzi Contini. 1976 übernahm sie die Rolle der Ada in Bernardo Bertoluccis Filmepos 1900 über die Geschichte Italiens vom Jahr 1900 bis zum Ende des Faschismus (an der Seite von Robert De Niro, Gérard Depardieu, Burt Lancaster, Donald Sutherland, Stefania Sandrelli, Alida Valli u. a.) sowie die der Irene in Mauro Bologninis Das Erbe der Ferramonti, für die sie den Darstellerpreis auf den Filmfestspielen von Cannes 1976 erhielt. Weitere Erfolge waren Neun im Fadenkreuz (1971), Jenseits von Gut und Böse (1976) und Jacques Demys Ein Zimmer in der Stadt (1982). Im Jahr 1980 spielte sie zusammen mit Geraldine Chaplin in Michel Devilles Film Le Voyage en douce.
Dominique Sanda tritt überwiegend in italienisch-französischen Film- und Fernsehproduktionen auf. Im Fernsehen spielte sie u. a. die Inessa Armand in Damiano Damianis Der Zug (1988). Zu den letzten größeren Filmerfolgen, an denen sie beteiligt war, zählt der Thriller Die purpurnen Flüsse (2000).
Sanda lebt seit 1997 in Uruguay und Argentinien. Seit dem Jahr 2000 ist sie mit dem rumänisch-argentinischen Philosophen und Universitätsprofessor Nicolae Cutzarida verheiratet. Seither trat sie in einigen Theaterproduktionen und Filmen (Die Reise und Junta) in Argentinien in Erscheinung.

## Filmografie
- 1969: Die Sanfte (Une femme douce)
- 1970: Erste Liebe (First Love)
- 1970: Der große Irrtum (Il conformista)
- 1970: Der Garten der Finzi Contini (Il giardino dei Finzi Contini)
- 1970: La notte dei fiori
- 1971: Neun im Fadenkreuz (Sans mobile apparent)
- 1973: Der Mackintosh Mann (The MacKintosh Man)
- 1972: The Impossible Object
- 1973: Der Steppenwolf (The Steppenwolf)
- 1974: Gewalt und Leidenschaft (Gruppo di famiglia in un interno)
- 1976: Le berceau de cristal
- 1976: Das Erbe der Ferramonti (L’eredità Ferramonti)
- 1976: 1900 (Novecento)
- 1976: Jenseits von Gut und Böse (Al di là del bene e del male) (von Liliana Cavani über Lou Andreas-Salomé)
- 1977: Straße der Verdammnis (Damnation alley)
- 1978: Roland – Die Horden des eisernen Ritters (La chanson de Roland)
- 1978: Navire Night
- 1978: Utopia
- 1979: Der Schatz von Caboblanco (Caboblanco)
- 1979: Reise in die Zärtlichkeit (Le voyage en douce) (von Michel Deville)
- 1981: Die Flügel der Taube (Les ailes de la colombe)
- 1982: Ein Zimmer in der Stadt (Une chambre en ville)
- 1982: Flirt mit dem Tod (L’indiscrétion)
- 1983: Staub des Imperiums (Poussière d’empire)
- 1984: Matrose 512 (Le matelot 512)
- 1986: Corps et biens
- 1987: Les mendiants
- 1988: Der Zug (Lenin: The Train, Fernsehfilm)
- 1988: Heimlich, still und leise (Il decimo clandestino, Fernsehfilm)
- 1989: Diese vitale Wut (In una notte di chiaro di luna)
- 1990: Ich, die Unwürdigste von allen (Yo, la peor de todas)
- 1990: Opa spielt verrückt (Tolgo il disturbo)
- 1990: Die Entführung der Achille Lauro (Voyage of Terror: The Achille Lauro Affair) (Fernsehfilm)
- 1990: Unser Kind soll leben (To touch a star)
- 1991: Non siamo soli
- 1992: Albert Savarus (Fernsehfilm)
- 1992: Der lange Weg des Lukas B. (By Way of the Stars) (Miniserie)
- 1992: Die Reise (El viaje)
- 1993: Rosenemil
- 1993: Der Fall Lucona
- 1993: Der grüne Heinrich (nach dem Roman von Gottfried Keller)
- 1994: Land der verlorenen Kinder (Nobody’s children) (Fernsehfilm)
- 1997: Brennendes Herz – Tagebuch einer Flucht
- 1999: Junta (Garaje Olimpo)
- 2000: Die purpurnen Flüsse (Les rivières pourpres)
- 2001: The Island of the Mapmaker’s Wife
- 2007: Suster N
- 2014: Saint Laurent
- 2020: Karakol
- 2021: Das Pfauenparadies Il paradiso del pavone